# 针晶粟草
针晶粟草（学名：Gisekia pharnaceoides）为番杏科针晶粟草属下的一个种。